# Крашеньова (Армізонський район)
Крашеньо́ва (рос. Крашенёва) — присілок у складі Армізонського району Тюменської області, Росія.
Населення — 80 осіб (2010, 112 у 2002).
Національний склад станом на 2002 рік:
- росіяни — 88 %